# Liste australischer Zeitungen
Dies ist eine Liste australischer Zeitungen:

## National
- The Australian
- The Australian Financial Review
- Die Woche Australien (deutschsprachig, bis 2013 „Die Woche in Australien“, seit 2017 wieder „Die Woche Australien“)

## New South Wales

### Sydney
- The Sydney Morning Herald, Broadsheet
- The Daily Telegraph, Tabloid
- mX, Tabloid, werbefinanziert, daher kostenlos
- The Bulletin, zunächst als Magazin, später bis zu seiner Einstellung im Jahr 2008 als Nachrichtenblatt

#### Sonntagszeitungen
- The Sunday Telegraph (Australia)

### Regional
- The Border Mail (Albury-Wodonga)
- Daily Liberal (Dubbo)
- The Illawarra Mercury (Wollongong)
- The Newcastle Herald
- The Scone Advocate
- The Queanbeyan Age (Queanbeyan)

## Victoria

### Melbourne
- The Age
- The Argus
- The Australasian
- The Herald Sun
- The Herald
- The Melbourne Times
- mX, Tabloid, werbefinanziert kostenlos
- The Sun News-Pictorial
- The Sunday Age
- The Sunday Herald
- The Sunday Sun
- The Sunday Herald Sun
- The Truth

### Regional
- The Weekly Times
- The Geelong Advertiser

## Queensland

### Brisbane
- Brisbane News
- Brisbane Telegraph
- The Courier-Mail
- The Sunday Mail
- mX, Tabloid, werbefinanziert kostenlos

### Regional
- Ayr Advocate
- Bowen Independent
- Cairns Post
- Cairns Sun
- The Chronicle
- The Gladstone Observer
- Gold Coast Bulletin
- Gold Coast Sun
- Herbert River Express
- Home Hill Observer
- Innisfail Advocate
- The Morning Bulletin
- Northern Miner
- Port Douglas and Mossman Gazette
- Tablelander
- Tablelands Advertiser
- Townsville Bulletin
- Townsville Sun
- The Whitsunday Times

## Westaustralien

### Perth
- The Daily News (Perth)
- The Independent
- The Sunday Times
- The West Australian
- The Western Mail

## Südaustralien

### Adelaide
- The Advertiser
- The Independent Weekly
- Messenger Newspapers
- The News
- Sunday Mail

## Tasmanien

### Hobart
- The Mercury
- Sunday Tasmanian

### Regional
- The Examiner (Launceston)
- The Advocate (Burnie)
- The West Coast Miner

## Northern Territory
- Alice Springs News
- Centralian Advocate
- Darwin and Palmerston Sun
- Katherine Times
- Litchfield Times
- Northern Territory Business Review
- Northern Territory News
- The Sunday Territorian
- Top End Review

## Australian Capital Territory
- The Canberra Times